# تامی بویل (بازیکن فوتبال، زاده ۱۹۰۱)
تامی بویل (انگلیسی: Tommy Boyle; ۲۷ فوریهٔ ۱۹۰۱ – ۹ ژانویهٔ ۱۹۷۲) بازیکن فوتبال اهل بریتانیا بود.
از باشگاه‌هایی که در آن بازی کرده‌است می‌توان به باشگاه فوتبال مکلسفیلد تاون، باشگاه فوتبال نورث‌همپتون تاون، باشگاه فوتبال منچستر یونایتد، و باشگاه فوتبال شفیلد یونایتد اشاره کرد.